# Tulung Seluang
Tulung Seluang is een bestuurslaag in het regentschap Ogan Komering Ilir van de provincie Zuid-Sumatra, Indonesië. Tulung Seluang telt 1108 inwoners (volkstelling 2010).